# Superholte

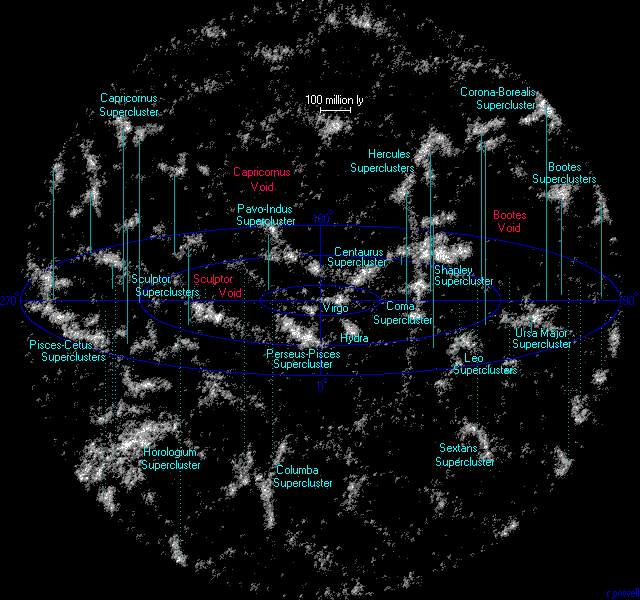
Superclusters en -holtes binnen de 1 miljard lichtjaren van de aarde

Een superholte (Engels: supervoid) is een buitengewoon uitgestrekt gebied in het heelal waar geen (of nagenoeg geen) sterrenstelsels voorkomen. Het gaat om leegtes met diameters van 11 Mpc tot 150 Mpc, omgeven door superclusters en zogenaamde filamenten.

## Driedimensionale structuur van het heelal
In het begin van de jaren vijftig was nog maar van een honderdtal sterrenstelsels de roodverschuiving en/of afstand bepaald met behulp van de Wet van Hubble-Lemaître. Pas in de jaren zeventig kon dit grootschaliger aangepakt worden, omdat de sterrenkundigen toen gebruik konden maken van charge-coupled devices (CCD’s). Met deze lichtgevoelige chips konden 25 tot 40 keer zoveel invallende fotonen geregistreerd worden als met een fotografische plaat. Ook de benodigde belichtingstijd werd hiermee sterk ingekort, zodat rond 1990 al van ongeveer 40.000 sterrenstelsels de roodverschuiving was gemeten. Op deze manier kreeg men een steeds beter beeld van de ruimtelijke structuur van het heelal en kon men het bestaan bevestigen van superclusters, maar ook – tot verrassing van de meeste astronomen – van superholtes.

## Bekendste superholtes
De eerste superholte werd in 1981 ontdekt in het sterrenbeeld Boötes (Ossenhoeder). Onder leiding van Robert Kirshner van het Harvard-Smithsonian Center for Astrophysics in Cambridge (Massachusetts) vond men enerzijds sterrenstelsels met vluchtsnelheden in de orde van grootte van twintigduizend kilometer per seconde, en anderzijds een aantal sterrenstelsels met vluchtsnelheden in de orde van grootte van tienduizend kilometer per seconde. Tussenliggende waarden kwamen vrijwel niet voor. Driedimensionaal uitgetekend bleken deze ontbrekende waarden een leegte te vertegenwoordigen met een diameter van 250 miljoen lichtjaar, gelegen op circa 575 miljoen lichtjaar afstand van de aarde. Dit zogenoemde Gat van Boötes is niet helemaal leeg; het bevat ongeveer 60 sterrenstelsels.
Het Lokale Supercluster of Virgosupercluster, waarvan ook de Melkweg deel uitmaakt, grenst aan de Noordelijke Lokale Superholte (op een afstand van 86 Mpc met een diameter van 146 Mpc) en de Zuidelijke Lokale Superholte (afstand 135 Mpc en diameter 158 Mpc).  
De Noordelijke Lokale Holte is voor ons de meest nabije superholte. Ze wordt omsloten door de Lokale, Coma- en Hercules-superclusters. De holte is niet volledig leeg, maar bevat slechts enkele sterrenstelsels en geen rijke melkwegclusters.